# 南さつま市立坊泊中学校
南さつま市立坊泊中学校（みなみさつましりつ ぼうとまりちゅうがっこう 英語: Boudomari Junior High School）は、鹿児島県南さつま市坊津町泊にあった市立中学校。2010年（平成22年）に南さつま市立坊津学園中学校となった。

## 概要
- 平成の市町村合併で「南さつま市」が誕生する以前は坊津町立坊泊中学校であった。
- 現在の生徒数は97名で、各学年1学級である（平成18年5月1日現在）。
- 2010年 - 南さつま市立久志中学校と合併して南さつま市立坊津学園中学校となる。閉校。

## 校区
- 南さつま市立坊泊小学校校区全域
- 南さつま市立清原小学校校区全域
- 南さつま市立栗野小学校校区全域

## 部活動
- 野球部
- バレーボール部
- 剣道部
- 柔道部
- 卓球部
- 吹奏楽部

## 著名な出身者
- 青野毅 - 元プロ野球選手
- 大谷龍次 - プロ野球選手